# Prix Coq de la Communauté française de Belgique
 (septembre 2021).
Le prix Coq est attribué annuellement par la Communauté française de Belgique depuis 1987. Il récompense une personnalité œuvrant en faveur du cinéma et de la création audiovisuelle de la Communauté française dans le domaine de l'exploitation, de la distribution et de la critique de cinéma :
- critique : les critiques ou responsables de rubrique dans la presse écrite, parlée ou télévisée; les auteurs d'ouvrages ou d'études ;
- diffusion : les distributeurs, les festivals, les programmateurs ou responsables d'émissions TV, les organisateurs d'événements ;
- exploitation : les exploitants de salles commerciales ou d'Art et Essai.

Le prix est composé d'une statuette représentant un coq et d'une somme de 2 500 euros.

## Lauréats
1987
- Critique : Henri Sonet
- Diffusion : Elan Films
- Exploitation : Cinéma Arenberg

1988
- Critique : équipe du mensuel Première : Richard Begault et Bénédicte Emsens
  - Hommage rendu par le jury à Paul Davay
- Diffusion : Progrès Films
- Exploitation : Cinéma Le Parc (Les Grignoux) à Liège

1989
- Critique : Patrick Leboutte
- Diffusion : Belga Films
- Exploitation : Le Musée du cinéma de Bruxelles

1990
- Critique : Louis Danvers
- Diffusion : Alain Nayeart pour Carré Noir (RTBF) 
  - Hommage à Renée Jossa (Unibel Films)
- Exploitation : André Cadet pour le cinéma « Patria » à Virton

1991
- Critique : Sélim Sasson
- Diffusion : Cinélibre
- Exploitation : Pierre Gueulette pour le cinéma Movy Club
  - Hommage au cinéma Vendôme

1992
- Critique : Léon Michaux (RTBF)
- Diffusion : Karine Braslawski (Télé 21) 
  - Hommage à Gérard Legros
- Exploitation : Walter Van der Cruysse (Studioskoop de Gand)

1993
- Critique : Luc Honorez
- Diffusion : Guy Jungblut (Éditions Yellow Now)
- Exploitation : Jean-Marie Antoine et Louis-Marie Piret pour le cinéma Forum à Namur
  - Mention particulière à Jacques Dubrulle

1994
- Critique : Jean-Claude Bronckart
- Diffusion : Jean-Claude François (Festival Média 10/10)
- Exploitation : Claude Diouri pour les deux salles du cinéma Actors Studio

1995
- Critique : Jean-Marie Grégoire (RTL-TVI) 
  - Mention à l’équipe de CINERGIE
- Diffusion : La Rétine de Plateau (équipe des Petits déjeuners du Cinéma)
- Exploitation : Cinémas : Le Parc et Le Churchill à Liège (Les Grignoux)

1996
- Critique : André Joassin
- Diffusion : Anne Hislaire
- Exploitation : Cinéma CARTOON (Eric Cloeck)

1997
- Critique : Dominique Legrand
  - Hommage à Pierre Thonon
- Diffusion : Daniel Remacle
- Exploitation : Écrans de Wallonie

1998
- Critique : Fernand Denis
- Diffusion : Les GRIGNOUX pour « Écran large sur tableau noir »
- Exploitation : Michaël Ismeni au Plaza Art de Mons

1999
- Critique : Fabienne Bradfer
- Diffusion : ELIZA FILMS - Claude FRANCOIS
- Exploitation : Cinéma Nova

2000
- Critique : La revue L’image, le Monde
- Diffusion : Festival International du Film Social de Charleroi
- Exploitation : Ciné Centre de Rixensart (Monsieur Alexandre KASSIM)

2001
- Critique : Jean-Louis Dupont pour Radio Images Cinéma sur Première RTBF
- Diffusion : Eric Russon pour l’émission Court toujours sur Télé Bruxelles
- Exploitation : Joseph Michel pour Ciné Versailles à Stavelot
  - Mention spéciale : Jean-Pierre Verscheure pour Cinévolution

2002
- Critique : Pascal Stevens
  - hommage spécial à Philippe Moins
- Diffusion : Fabienne Vande Meerssche
  - hommage spécial à Marie-France Dupagne
- Exploitation : Nicolas Bruyelle Plaza Art de Mons
  - hommage spécial à Jan Declerck

2003
- Critique : Non remis
- Diffusion : asbl Un Soir, Un Grain pour le Festival Oh, ce court !
- Exploitation : Jan Declerck et Alexander Vandeputte du cinéma Lumière à Bruges

2004
- Critique : Jean-François Pluygers (La Libre Belgique)
- Diffusion : Joseph Coché (Libération Film)
- Exploitation : Peggy Heuze et Roland Stichelmans (Vendôme)

2005
- Critique : Olivier Leconte (Télémoustique)
- Diffusion : Jean-Marie Verhasselt et Zouzou Van Besien (Victory Production)
- Exploitation : Michaël Bakolas (Le Parc Charleroi)

2006
- Critique : Frédéric Sojcher
- Diffusion : Christian Thomas (IFD Imagine Film Distribution)
- Exploitation : André Ceuterick (Réseau belge francophone des cinémas d’Art et Essai)

2007
- Critique : Nicolas Crousse
  - Mention spéciale à Cathy Immelen (RTBF)
- Diffusion : Nathalie Meyer
- Exploitation : Géraldine Cambron (cinéma l’Écran à Marche-en-Famenne)

2008
- Critique : Hugues Dayez (RTBF)
- Diffusion : le Festival international des écoles de cinéma (FIDEC) de Huy
- Exploitation : Javier Packer-Comyn du P’tit Ciné

2009
- Critique : l’asbl Loupiote
- Diffusion : l’asbl Loupiote
- Exploitation : l’asbl Loupiote
  - Mention Spéciale pour Chantal Des campagne